# علي السديس
الشيخ علي السديس هو الشيخ علي بن عبد العزيز بن عبد الله بن محمد السديس، أحد أئمة المسجد النبوي سابقًا، وهو شقيق الشيخ عبد الرحمن السديس إمام الحرم المكي.